# Richland (Nebraska)
Richland est un village américain situé dans l'état du Nebraska et le Comté de Colfax.